# Anders Gagnér
Anders Gagnér, född 5 augusti 1891, död 25 juni 1955 i Stockholm, var en svensk språkman.
Gagnér blev filosofie doktor i Uppsala 1920 med avhandlingen De hercle, mehercle eterisque id genus particulis priscæ och var docent i latin där 1920-30. 
Han blev lektor i latin och grekiska vid Malmö högre allmänna läroverk för flickor 1930 och vid Nya elementarläroverket i Stockholm 1938.
Bland Gagnérs skrifter märks Zur römischen Zeitrechnung (1922), Epigraphica latina (1926) samt Studien zur Bedeutung der Präposition apud (1931).